# Resolució 1971 del Consell de Seguretat de les Nacions Unides
La Resolució 1971 del Consell de Seguretat de les Nacions Unides fou adoptada per unanimitat el 3 de març de 2011. Després de recordar les resolucions anteriors sobre la situació a Libèria i Sierra Leone, inclosa la Resolució 1626 (2005), el Consell va demanar a la Missió de les Nacions Unides a Libèria (UNMIL) que retirés el seu personal militar que proporcionava seguretat al Tribunal Especial per Sierra Leone, i va assumir la responsabilitat de la seguretat amb la Policia de Sierra Leone.

## Resolució

### Observacions
La resolució 1626 havia autoritzat un contingent de la UNMIL per protegir el Tribunal Especial. El Consell de Seguretat va elogiar el paper de la UNMIL, en particular el contingent de Mongòlia de la missió. Va assenyalar que el secretari del Tribunal Especial havia afirmat que no hi hauria necessitat d'un guàrdia militar després de febrer de 2011, mentre que el govern de Sierra Leone havia demanat que es retardés la retirada fins al 28 de febrer o últimament principi de març de 2011.

### Actes
Actuant sota el Capítol VII de la Carta de les Nacions Unides, el Consell va acabar amb l'autorització concedida a 150 persones de la UNMIL per protegir el Tribunal Especial i li va demanar que es retirés el 7 de març de 2011. L'UNMIL tampoc podria evacuar els funcionaris del Tribunal Especial en cas d'emergència. El Consell esperava la seguretat de la seguretat local, mentre que l'Oficina de les Nacions Unides per a la Consolidació de la Pau de Sierra Leone (UNIPSIL) va rebre instruccions per incloure a funcionaris del Tribunal Especial dins dels seus procediments d'evacuació.